# Diplulmaris antarctica
Diplulmaris antarctica är en manetart som beskrevs av Maas 1908. Diplulmaris antarctica ingår i släktet Diplulmaris och familjen Ulmaridae. Inga underarter finns listade i Catalogue of Life.

## Bildgalleri

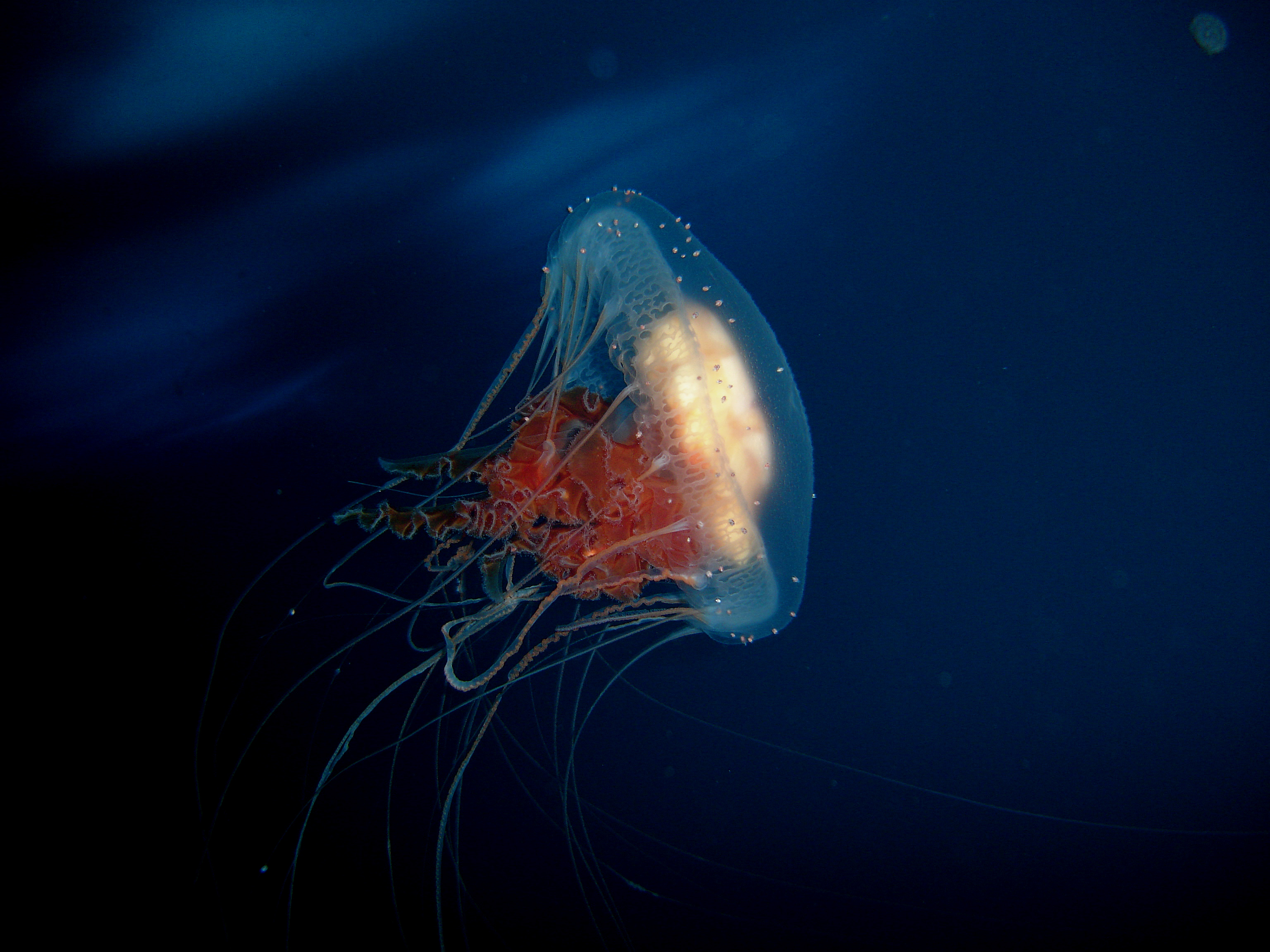